# Bulgarische Fußballnationalmannschaft/Weltmeisterschaften
Der Artikel beinhaltet eine ausführliche Darstellung der bulgarischen Fußballnationalmannschaft bei Weltmeisterschaften. Bulgarien nahm bisher siebenmal an der WM-Endrunde teil und erreichte 1994 mit dem vierten Platz die beste Platzierung, nachdem zuvor in 17 WM-Spielen kein Sieg gelang.

## Überblick
| Jahr | Gastgeberland  | Teilnahme bis …    | Letzte(r) Gegner               | Ergebnis | Trainer               | Bemerkungen und Besonderheiten |
| ---- | -------------- | ------------------ | ------------------------------ | -------- | --------------------- | --- |
| 1930 | Uruguay        | nicht teilgenommen |                                |          |                       | |
| 1934 | Italien        | nicht qualifiziert |                                |          |                       | In der Qualifikation an Österreich und Ungarn gescheitert |
| 1938 | Frankreich     | nicht qualifiziert |                                |          |                       | In der Qualifikation an der Tschechoslowakei gescheitert |
| 1950 | Brasilien      | nicht teilgenommen |                                |          |                       | |
| 1954 | Schweiz        | nicht qualifiziert |                                |          |                       | In der Qualifikation an der ČSSR gescheitert |
| 1958 | Schweden       | nicht qualifiziert |                                |          |                       | In der Qualifikation an Ungarn gescheitert |
| 1962 | Chile          | Vorrunde           | Argentinien, Ungarn, England   | 15.      | Georgi Patschedschiew | |
| 1966 | England        | Vorrunde           | Brasilien, Portugal, Ungarn    | 15.      | Rudolf Vytlačil       | |
| 1970 | Mexiko         | Vorrunde           | Peru, Deutschland, Marokko     | 13.      | Stefan Boschkow       | |
| 1974 | Deutschland    | Vorrunde           | Schweden, Uruguay, Niederlande | 12.      | Christo Mladenow      | |
| 1978 | Argentinien    | nicht qualifiziert |                                |          |                       | In der Qualifikation an Frankreich gescheitert |
| 1982 | Spanien        | nicht qualifiziert |                                |          |                       | In der Qualifikation an Deutschland und Österreich gescheitert |
| 1986 | Mexiko         | Achtelfinale       | Mexiko                         | 15.      | Iwan Wuzow            | |
| 1990 | Italien        | nicht qualifiziert |                                |          |                       | In der Qualifikation an Rumänien gescheitert |
| 1994 | USA            | Spiel um Platz 3   | Schweden                       | Vierter  | Dimitar Penew         | Niederlage im Halbfinale gegen Italien Christo Stoitschkow zusammen mit Oleg Salenko Torschützenkönig. |
| 1998 | Frankreich     | Vorrunde           | Paraguay, Nigeria, Spanien     | 29.      | Christo Bonew         | |
| 2002 | Südkorea/Japan | nicht qualifiziert |                                |          |                       | In der Qualifikation an Dänemark und Tschechien gescheitert |
| 2006 | Deutschland    | nicht qualifiziert |                                |          |                       | In der Qualifikation an Kroatien und Schweden gescheitert |
| 2010 | Südafrika      | nicht qualifiziert |                                |          |                       | In der Qualifikation an Italien und Irland gescheitert, Irland scheiterte dann in den Play-offs. |
| 2014 | Brasilien      | nicht qualifiziert |                                |          |                       | In der Qualifikation als Gruppenvierter der Gruppe B gescheitert. Qualifizieren für die WM 2014 konnte sich aus dieser Gruppe nur der Gruppensieger Italien, weil der Gruppenzweite Dänemark als schlechtester Gruppenzweiter den Einzug in die Playoff-Spiele um die letzten vier WM-Startpätze verpasste. |
| 2018 | Russland       | nicht qualifiziert |                                |          |                       | In der Qualifikation an Frankreich und Schweden gescheitert |
| 2022 | Katar          | nicht qualifiziert |                                |          |                       | In der Qualifikation an der Schweiz, Italien und Nordirland gescheitert |

Statistik (Angaben inkl. 2022: 22 Weltmeisterschaften; Prozentangaben sind gerundet)

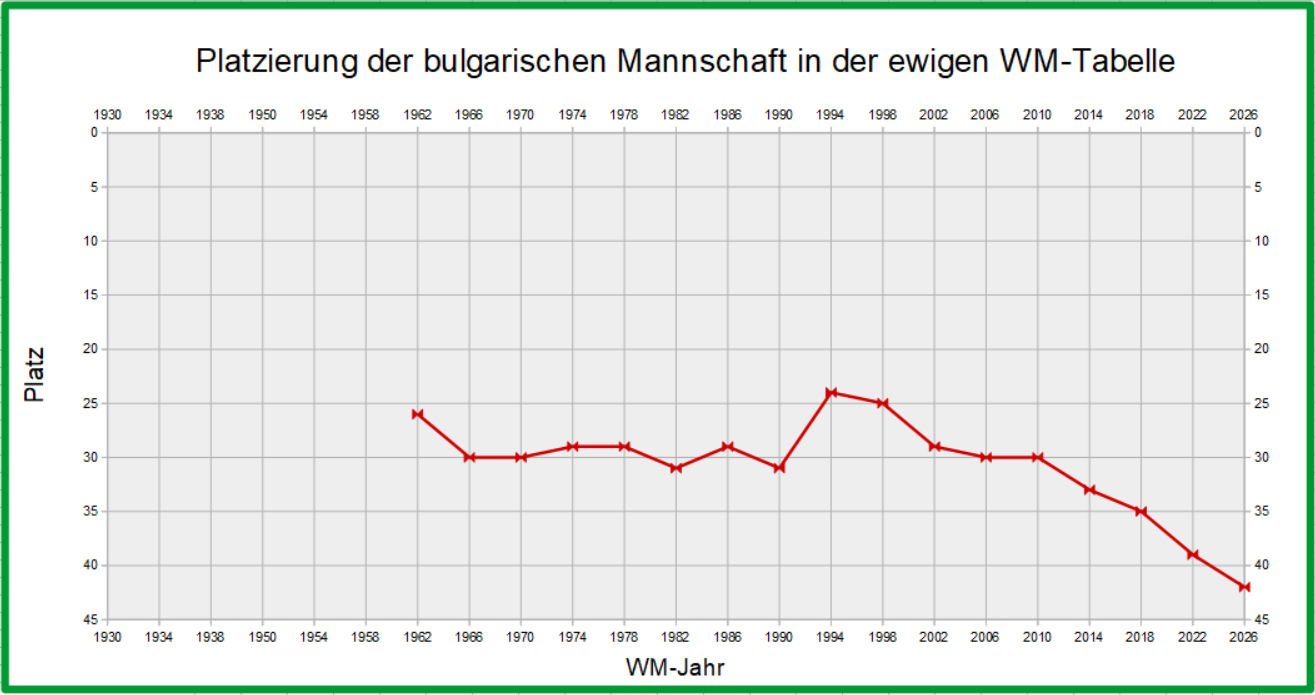
Platzierung der bulgarischen Mannschaft in der ewigen WM-Tabelle

- Nicht teilgenommen: 2× (9 %; 1930, 1950)
- Nicht qualifiziert: 13× (59 %; 1934, 1938, 1954, 1958, 1978, 1982, 1990, 2002, 2006, 2010, 2014, 2018 und 2022)
- Sportliche Qualifikation: 7× (32 % bzw. bei 35 % der Versuche)
  - Vorrunde: 5× (23 %; 1962, 1966, 1970, 1974 und 1998)
  - Achtelfinale: 1× (4,5 %; 1986)
  - Spiel um Platz 3: 1× (4,5 %, 1994)
    - Vierter: 1× (4,5 %; 1994)

## WM-Turniere

### 1930 in Uruguay
Bulgarien hatte zwar bereits seit 1924 Länderspiele ausgetragen, nahm wie viele europäische Länder an der ersten Weltmeisterschaft aber nicht teil.

### 1934 in Italien
Für die erste WM in Europa sollten sich die Bulgaren durch Spiele gegen Österreich und Ungarn qualifizieren, wobei die beiden besten Mannschaften an der WM teilnehmen sollten. Nachdem Bulgarien zwei Spiele gegen Ungarn (zweimal 1:4) und ein Spiel gegen Österreich 1:6 verloren hatte, wurden die anderen Spiele der Gruppe nicht mehr ausgetragen und die Österreicher und Ungarn fuhren zur WM.

### 1938 in Frankreich
Für die erste WM in Frankreich sollte sich Bulgarien gegen die Tschechoslowakei qualifizieren. Mit einem 1:1 in Sofia wurde zwar der erste Punkt in einem Qualifikationsspiel erreicht, durch ein 1:6 in Prag konnte sich aber die Tschechoslowakei qualifizieren.

### 1950 in Brasilien
Bulgarien hatte zwar bereits im 1946 wieder mit dem Länderspielbetrieb begonnen und bis 1949 einige Spiele bestritten, an der zweiten WM in Südamerika nahmen die Bulgaren aber nicht teil.

### 1954 in der Schweiz
In der Qualifikation für die Fußball-Weltmeisterschaft 1954 trafen die Bulgaren wieder auf die Tschechoslowakei sowie Rumänien und konnten nur im letzten Spiel – nachdem die Qualifikation der Tschechoslowakei schon feststand – einen Punkt in Bratislava gewinnen. Die drei anderen Spiele wurden verloren.

### 1958 in Schweden
Für die Fußball-Weltmeisterschaft 1958 konnte sich Bulgarien wieder nicht qualifizieren. Diesmal war der Vizeweltmeister Ungarn stärker, der noch mit einigen Spielern der 1954er-Mannschaft antrat, obwohl ein Großteil der Spieler von 1954 nach dem Ungarischen Volksaufstand von 1956 das Land verlassen hatte. Immerhin gelang am 22. Mai 1957 in Oslo gegen Norwegen der erste Sieg in einem WM-Qualifikationsspiel. Beim Rückspiel in Sofia gelang dann auch noch mit dem 7:0 der höchste Sieg in der bulgarischen Länderspielgeschichte. Die beiden Spiele gegen Ungarn wurden aber verloren.

### 1962 in Chile
Für die dritte WM in Südamerika konnte Bulgarien sich dann endlich qualifizieren, benötigte aber ein Entscheidungsspiel gegen Frankreich. Zuvor gewannen Frankreich und Bulgarien ihre Spiele gegen den dritten Gruppengegner Finnland sowie die Heimspiele gegeneinander. Die Franzosen hatten zwar die bessere Tordifferenz, diese zählte aber nichts. Das Entscheidungsspiel in Mailand gewannen die Bulgaren, die sich damit erstmals für die WM qualifizierten.
In Chile trafen die Bulgaren in ihrem ersten WM-Spiel auf Argentinien und verloren knapp mit 0:1. Gegen Ungarn gingen sie dann mit 1:6 unter, Georgi Asparuchow gelang aber das erste WM-Tor für Bulgarien. Im letzten Gruppenspiel erkämpften sie dann durch ein torloses 0:0 gegen England noch den ersten WM-Punkt.

### 1966 in England
Für die Qualifikation zur WM in England verpflichtete Bulgarien den Österreicher Rudolf Vytlačil, der die Tschechoslowakei 1962 ins WM-Finale geführt hatte. Er wurde zugleich Trainer von Lewski Sofia, mit denen er 1965 die bulgarische Meisterschaft gewann. Bulgarien konnte sich erneut für die WM qualifizieren, benötigte aber wieder ein Entscheidungsspiel. Die Gruppenphase wurde punktgleich mit Belgien abgeschlossen – beide hatten ihre Spiele gegen den dritten Gegner Israel und gegeneinander ihre Heimspiele gewonnen. Aber da die bessere Tordifferenz der Belgier immer noch nicht zählte, gab es ein Entscheidungsspiel. Dieses gewannen die Bulgaren in Florenz mit 2:1.
Bei der Endrunde in England war Titelverteidiger Brasilien der erste Gegner und Bulgarien unterlag mit 0:2. Auch gegen WM-Neuling Portugal wurde mit 0:3 verloren und gegen Ungarn folgte ein 1:3. Nach dem WM-Aus wechselte Vytlačil zu Rapid Wien.

### 1970 in Mexiko
Auch für die erste WM in Mittelamerika konnte sich Bulgarien qualifizieren. In einer Gruppe mit Polen, der Niederlande und Luxemburg hatten die Bulgaren am Ende einen Punkt mehr als die Polen, den sie in den Niederlanden holten.
In Mexiko trafen sie im ersten Spiel auf Peru und verloren nach 2:0-Führung noch mit 2:3. Auch gegen Deutschland gingen die Bulgaren in Führung, kassierten dann aber fünf Tore, ehe ihnen eine Minute vor Schluss noch das 2:5 gelang. Im bedeutungslosen letzten Spiel gegen WM-Neuling Marokko mussten sie sich dann noch mit einem 1:1 zufriedengeben, nachdem sie auch diesmal die 1:0-Führung nicht verteidigen konnten. Mit dem WM-Aus endete die Amtszeit von Stefan Boschkow, der die Mannschaft 1967 übernommen hatte.

### 1974 in der Bundesrepublik Deutschland

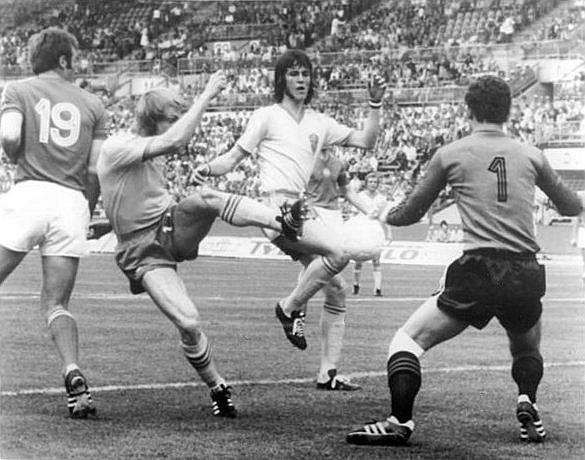
Szene aus dem Spiel gegen Schweden

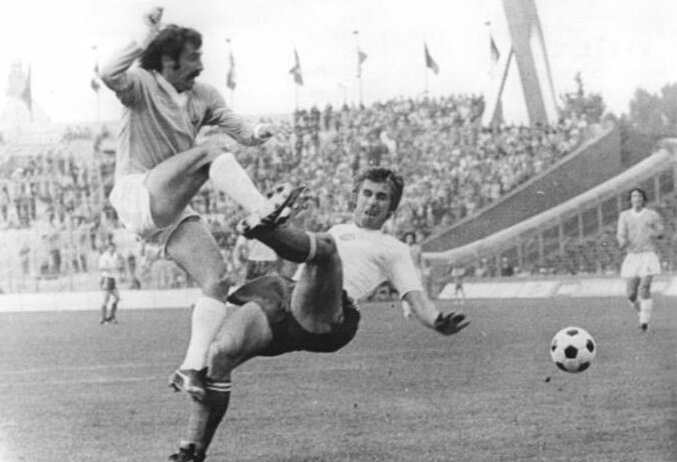
Szene aus dem Spiel gegen Uruguay

Die Qualifikation zur ersten WM in Deutschland verlief ebenfalls erfolgreich. In einer Gruppe mit Portugal, Nordirland und Zypern gelang der Gruppensieg. Dabei wurde nur in Portugal und Nordirland jeweils ein Punkt abgegeben.
In Deutschland gelang im ersten Spiel ein 0:0 gegen Schweden, womit erstmals das Auftaktspiel nicht verloren wurde und auch gegen Ex-Weltmeister Uruguay gelang ein 1:1. Gegen die Niederlande ging die Mannschaft dann beim 1:4 unter und verabschiedete sich für 12 Jahre von der WM-Bühne.

### 1978 in Argentinien
Für die WM in Argentinien konnte sich Bulgarien dann nicht qualifizieren und scheiterte an Frankreich. Zwar konnte zum Auftakt ein 2:2 im Heimspiel gegen die Franzosen erkämpft und das Heimspiel gegen den zweiten Gruppengegner Irland mit 2:1 gewonnen werden, in Irland reichte es aber nur zu einem 0:0 und das entscheidende letzte Spiel wurde in Paris mit 1:3 verloren.

### 1982 in Spanien
Für die WM in Spanien wurde zwar das Teilnehmerfeld vergrößert, Bulgarien konnte sich aber erneut nicht qualifizieren. Deutschland und Österreich waren stärker und lediglich gegen Albanien und Finnland wurde gewonnen.

### 1986 in Mexiko
Für die zweite WM in Mexiko konnte sich Bulgarien dann wieder qualifizieren. Punktgleich mit dem frisch-gebackenen Europameister Frankreich (beide 11:5 Punkte) setzten sich die Bulgaren gegen die DDR, Jugoslawien und Luxemburg durch.
In Mexiko durfte Bulgarien das Eröffnungsspiel gegen Titelverteidiger Italien bestreiten und erkämpfte ein 1:1. Nach einem weiteren 1:1 gegen Südkoreas wurde mit 0:2 gegen den späteren Weltmeister Argentinien verloren. Der Modus, dass auch die vier besten Gruppendritten das Achtelfinale erreichten, machte es möglich, dass Bulgarien, ohne ein Spiel gewonnen zu haben, erstmals die K.-o.-Runde erreichte. Hier traf die Mannschaft auf Gastgeber Mexiko und verlor vor 114.580 Zuschauern mit 0:2.

### 1990 in Italien
Die zweite WM Italien verpasste Bulgarien dann wieder. In einer Gruppe mit Rumänien, Dänemark und Griechenland wurde nur der letzte Platz belegt und nur das Heimspiel gegen Griechenland gewonnen.

### 1994 in den Vereinigten Staaten

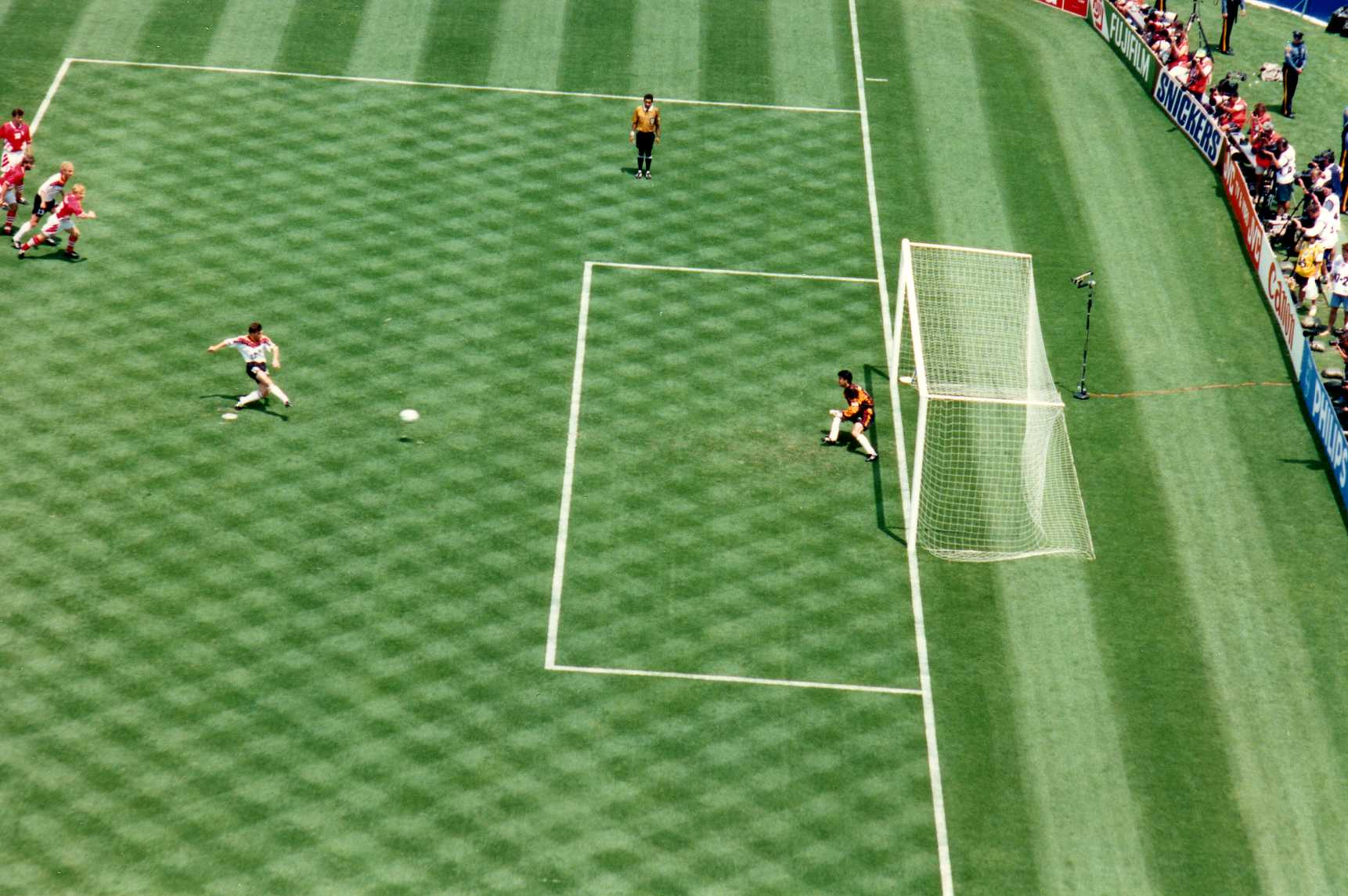
Lothar Matthäus verwandtelt den Elfmeter gegen Bulgarien

Für die WM in den USA qualifizierten sich die Bulgaren in einer Sechsergruppe zusammen mit Schweden vor Frankreich, Österreich, Finnland und Israel.
In den USA trafen die Bulgaren zunächst auf WM-Neuling Nigeria und verloren mit 0:3. Im zweiten Spiel gegen Griechenland gelang dann mit einem 4:0 der erste und bis heute höchste WM-Sieg und anschließend wurde auch Ex-Weltmeister Argentinien mit 2:0 geschlagen. Als Gruppenzweiter standen die Bulgaren damit erneut im Achtelfinale und trafen wie 1986 auf Mexiko. Bereits in der 6. Minute brachte Christo Stoitschkow die Bulgaren mit 1:0 in Führung, die die Mexikaner aber 12 Minuten später ausgleichen konnten. Da keine weiteren Tore fielen und auch die Verlängerung keine Entscheidung brachte, kam es zum Elfmeterschießen, das die Bulgaren dank Torhüter Borislaw Michajlow, der zwei Elfmeter hielt, mit 3:1 gewannen. Im Viertelfinale war Titelverteidiger Deutschland der Gegner und in der 47. Minute gerieten die Bulgaren durch einen von Lothar Matthäus verwandelten Elfmeter in Rückstand. In der 75. Minute gelang zunächst Stoitschkow der Ausgleich und drei Minuten später dem in Deutschland spielenden Jordan Letschkow der 2:1-Siegtreffer. Deutschland war damit erstmals seit 1962 wieder im Viertelfinale gescheitert. Für Bulgarien war es der bisher letzte Sieg in einem WM-Spiel. Denn im Halbfinale trafen die Bulgaren auf Italien und verloren durch zwei Tore von Roberto Baggio mit 1:2. Den Anschlusstreffer hatte Stoitschkow per Elfmeter erzielt, wodurch er zusammen mit Oleg Salenko Torschützenkönig wurde. Auch im kleinen Finale wurde dann gegen den Qualifikationsgegner Schweden mit 0:4 und der bis heute höchsten Tordifferenz im Spiel um Platz 3 verloren.

### 1998 in Frankreich
Für die zweite WM in Frankreich konnten sich die Bulgaren noch einmal qualifizieren. In einer Gruppe mit Russland, Israel, Zypern und Luxemburg wurde mit einem Punkt Vorsprung vor den Russen der erste Platz belegt. Zwar unterlagen die Bulgaren im Auftaktspiel überraschend mit 1:2 in Israel, aber dann wurden alle Spiele bis auf das letzte in Russland gewonnen. Die letzte Niederlage konnte aber verkraftet werden.
In Frankreich schieden die Bulgaren aber sang-und-klanglos in der Vorrunde aus und konnten nur im ersten Spiel gegen Paraguay mit einem torlosen Remis einen Punkt erkämpfen. Auch nach dem knappen 0:1 gegen Nigeria bestand noch Hoffnung, das Achtelfinale zu erreichen. Das letzte Spiel wurde dann aber mit 1:6 gegen Spanien verloren. Bulgarien verabschiedete sich mit dieser Niederlage für mindestens 28 Jahre von der WM-Bühne. Den Spaniern nützte der Sieg aber auch nichts mehr, da Paraguay die bereits für die K.-o.-Runde qualifizierten Nigerianer mit 3:1 besiegte.

### 2002 in Japan und Südkorea
Vier Jahre später misslang die Qualifikation für die erste WM in Asien. Dänemark und Tschechien, das in den Play-offs der Gruppenzweiten an Belgien scheiterte, waren stärker. Nur Island, Nordirland und Malta hatten am Ende weniger Punkte als die Bulgaren. Entscheidend für das Verpassen der Qualifikation waren eine 0:2-Heimniederlage im vorletzten Spiel gegen Dänemark und eine 0:6-Niederlage im letzten Spiel in Prag gegen die Tschechen. Bei einem Sieg in Prag wären die Bulgaren als Gruppenzweiter noch in die Playoff-Runde gekommen.

### 2006 in Deutschland
Für die zweite WM in Deutschland konnten sich die Bulgaren ebenfalls nicht qualifizieren. In der Gruppe wurde mit neun Punkten Rückstand hinter den punktgleichen Kroaten und Schweden, gegen die die Heimspiele verloren wurden, wieder nur der dritte Platz belegt. Nur Ungarn, Island und Malta hatten noch weniger Punkte, aber selbst in Malta reichte es nur zu einem 1:1.

### 2010 in Südafrika
Auch die Qualifikation für die erste WM in Afrika schlossen die Bulgaren als Gruppendritter ab. In einer Gruppe mit Titelverteidiger Italien, der seit der WM 2006 nicht mehr automatisch qualifiziert ist, Irland, Zypern, Montenegro und Georgien fehlten am Ende vier Punkte, um statt der Iren die Playoffs der Gruppenzweiten zu erreichen, in denen die Iren an der Hand von Thierry Henry scheiterten. Mitentscheidend für das Misslingen der Qualifikation waren die ersten vier Spiele, die alle remis endeten – darunter aber auch ein 0:0 gegen Italien. Erst im fünften Spiel gelang mit dem 2:0 gegen Zypern ein Sieg, aber das Rückspiel in Zypern wurde mit 1:4 verloren. Zum Abschluss gelang dann aber mit dem nutzlosen 6:2 gegen Georgien noch der höchste Sieg der Gruppe.

### 2014 in Brasilien
Italien war den Bulgaren auch für die zweite WM in Brasilien wieder als Qualifikationsgegner zugelost worden. Zudem Dänemark, Tschechien, Armenien und Malta. Die Bulgaren begannen die Qualifikation in Sofia mit einem 2:2 gegen Italien und einem 1:0 gegen Armenien. Danach gelangen aber nur noch zwei Siege gegen Malta und drei weitere Unentschieden, so dass am Ende nur Platz 4 herauskam.

### 2018 in Russland
In der Qualifikation, die im September 2016 begann, trafen die Bulgaren, die seit September 2016 von Petar Chubtschew trainiert werden, auf den WM-Dritten Niederlande, Frankreich, Schweden, Belarus und Luxemburg. Nach der Hälfte der Spiele mit drei Heimsiegen und zwei Auswärtsniederlagen lagen die Bulgaren auf dem dritten Platz. In der zweiten Hälfte konnten die Bulgaren dann nur noch das Heimspiel gegen Schweden gewinnen, wodurch sie den Kampf um den Gruppensieg zwischen Schweden und Frankreich wieder spannend machten. Durch Niederlagen in Belarus und den Niederlanden sowie der ersten Heimniederlage in der Qualifikation und gegen Frankreich überhaupt, reichte es am Ende nur zum vierten Platz. Für die WM-Endrunde qualifizierte sich Frankreich als Gruppensieger. Der Gruppenzweite Schweden qualifizierte sich nach gewonnenem Playoff gegen den Gruppenzweiten der Gruppe G Italien ebenfalls für die WM-Endrunde in Russland.

### 2022 in Katar
In der Qualifikation waren Italien, die Schweiz, Nordirland und Litauen die Gegner. Gegen Italien gab es in zuvor 19 Spielen erst zwei Siege bei sieben Remis und zehn Niederlagen. Beide trafen je viermal in WM- und EM-Qualifikationen aufeinander und nie konnten sich dabei die Bulgaren qualifizieren. Auch gegen die Schweiz gab es zuvor erst zwei Siege, aber je vier Remis und Niederlagen. In WM-Qualifikationen gab es noch keine Begegnungen, aber schon vier EM-Qualifikationsspiele, die aber für beide letztlich nicht zum Erfolg führten. Gegen die Nordiren ist die Bilanz positiv: vier Siege standen ein Remis und zwei Niederlagen gegenüber. Beide trafen in den Qualifikationen für die Weltmeisterschaften 1974 und 2002 sowie die EM 1980 aufeinander, die nur 1974 für die Bulgaren positiv endete. Gegen Litauen gab es zuvor erst ein Freundschaftsspiel, das gewonnen wurde.
Die Bulgaren starteten mit zwei Heimspielen, die gegen die Schweiz und Italien verloren wurden. Nach zwei Remis in Nordirland und Italien, gelang dann im Heimspiel gegen Litauen der erste Sieg. Nach einer 1:3-Niederlage in Litauen hatten die Bulgaren trotz des folgenden 2:1-Siegs gegen Nordirland aber schon vor dem letzten Spiel keine Chance mehr die Endrunde zu erreichen. Denn auch über die UEFA Nations League 2020/21 bestand keine Möglichkeit sich zu qualifizieren, da sie dort nur Gruppenletzte waren. Das letzte Spiel in der Schweiz wurde dann mit 0:4 verloren, wodurch sich die Schweizer den Gruppensieg sicherten, da Italien in Nordirland im Parallelspiel nur ein torloses Remis erreichte.

### 2026 in Kanada, Mexiko und USA
In der Qualifikation treffen die Bulgaren ab September 2025 auf Spanien, gegen das noch nie gewonnen wurde, die Türkei und Georgien.

## Spieler

### Rangliste der bulgarischen WM-Spieler mit den meisten Einsätzen
01. Borislaw Michajlow und Nasko Sirakow: 11 Einsätze bei 2 Turnieren
03. Krassimir Balakow, Emil Kostadinow und Christo Stoitschkow: 10 Einsätze bei 2 Turnieren
06. Trifon Iwanow und Dimitar Penew: 9 Einsätze bei 2 bzw. 3 Turnieren
08. Georgi Asparuchow, Daniel Borimirow, Iwajlo Jordanow und Jordan Letschkow: 7 Einsätze bei 3 (Asparuchow), 2 (Borimirow und Jordanow) bzw. 1 Turnier

### Rangliste der bulgarischen WM-Spieler mit den meisten Toren
01. Christo Stoitschkow – 6 Tore
02. Christo Bonew, Jordan Letschkow und Nasko Sirakow je 2 Tore

### WM-Kapitäne
- 1962: Kiril Rakarow (1. und 2. Spiel), Nikola Kowatschew (3. Spiel)
- 1966: Boris Gaganelow
- 1970: Iwan Dimitrow (1. Spiel), Boris Gaganelow (2. Spiel), Alexander Schalamanow (3. Spiel)
- 1974: Christo Bonew
- 1986: Georgi Dimitrow
- 1994: Borislaw Michajlow
- 1998: Trifon Iwanow

### Bei Weltmeisterschaften gesperrte Spieler
- 1994: Im letzten Gruppenspiel gegen Argentinien erhielt Zanko Zwetanow die Gelb-Rote Karte und war für das Achtelfinale ebenso gesperrt wie Trifon Iwanow und Slatko Jankow, die die zweite Gelbe Karte erhalten hatten. Im Achtelfinale gegen Mexiko erhielt Emil Kremenliew die Gelb-Rote Karte und war für das Viertelfinale gegen Deutschland gesperrt. Jankow erhielt zwei weitere gelbe Karten in den Spielen gegen Italien und Schweden, die aber ebenso keine weitere Auswirkung hatten wie die dritte Gelbe Karte für Iwanow im Spiel gegen Deutschland. Insgesamt erhielten Bulgaren bei dieser WM 19 Gelbe Karten, so viele wie keine andere Mannschaft.
- 1998: Anatoli Nankow erhielt im ersten Spiel gegen Paraguay die Gelb-Rote Karte und war für das zweite Spiel gegen Nigeria gesperrt.

### Anteil der im Ausland spielenden Spieler im WM-Kader
Im ersten bulgarischen WM-Kader stand zwar mit Panajot Panajotow ein Legionär, der aber nicht zum Einsatz kam. Danach standen bis einschließlich 1974 wie bei allen anderen Ostblock-Mannschaften, deren Staatsamateure nicht ins westliche Ausland wechseln konnten, keine Legionäre mehr im Kader. 1986 waren es dann zwei und bei der bisher besten Platzierung 1994 13 Legionäre. Bei der letzten Teilnahme waren es dann wieder weniger.
| Jahr (Spiele) | Anzahl (Länder)                                                                                     | Spieler (Einsätze) |
| ------------- | --------------------------------------------------------------------------------------------------- | --- |
| 1962 (3)      | 1 (Jugoslawien)                                                                                     | Panajot Panajotow (0) |
| 1966–1974     | 0                                                                                                   | |
| 1986 (4)      | 2 (in Frankreich)                                                                                   | Plamen Markow (1), Andrej Scheljaskow (3) |
| 1994 (7)      | 13 (2 in Deutschland, 1 in England, 3 in Frankreich, 3 in Portugal, 2 in der Schweiz, 3 in Spanien) | Petar Chubtschew (7), Jordan Letschkow (5); Bontscho Gentschew (3); Georgi Georgiew (0), Nikolaj Iliew (0), Borislaw Michajlow (7); Krassimir Balakow (7), Iwajlo Jordanow (5), Emil Kostadinow (7); Petar Aleksandrow (0), Trifon Iwanow (6); Welko Jotow (0), Ilijan Kirjakow (6), Christo Stoitschkow (7) |
| 1998 (3)      | 10 (4 in Deutschland, 1 in Portugal, 1 in Spanien, 4 in der Türkei)                                 | Krassimir Balakow (3), Daniel Borimirow (3), Marian Christow (2), Adalbert Safirow (0); Iwajlo Jordanow; Ljuboslaw Penew (3); Goscho Gintschew (2), Ilian Iliew (3), Slatko Jankow (2), Sdrawko Sdrawkow (3)                                                                                                 |

## Spiele
Bulgarien bestritt bisher 26 WM-Spiele, davon wurden 3 gewonnen, 15 verloren und 8 endeten remis. Einmal musste ein Remis-Spiel verlängert werden, da ein Sieger ermittelt werden musste, das Spiel wurde durch Elfmeterschießen gewonnen.
Bulgarien nahm einmal (1986) am Eröffnungsspiel gegen den alten Weltmeister teil und spielte zudem 1966 in der Vorrunde sowie 1994 im Viertelfinale gegen den Titelverteidiger. Bisher musste die bulgarische Mannschaft erst einmal gegen den Gastgeber antreten: im Achtelfinale (1986).
Bulgarien verlor einmal (1986) gegen den späteren Weltmeister.
Bulgarien traf viermal auf WM-Neulinge: 1966/Portugal, 1970/Marokko, 1994/Nigeria und Griechenland
| Alle WM-Spiele |            |                |                      |                          |                       |                                      |
| Nr.            | Datum      | Gegner         | Ergebnis             | Anlass                   | Austragungsort        | Bemerkungen                          |
| 1.             | 30.05.1962 | Argentinien    | 0:1                  | Vorrunde                 | Rancagua (CHI)        | erstes Länderspiel gegen Argentinien |
| 2.             | 03.06.1962 | Ungarn         | 1:6                  | Vorrunde                 | Rancagua (CHI)        |                                      |
| 3.             | 07.06.1962 | England        | 0:0                  | Vorrunde                 | Rancagua (CHI)        | erstes Länderspiel gegen England     |
| 4.             | 12.07.1966 | Brasilien      | 0:2                  | Vorrunde                 | Liverpool (ENG)       |                                      |
| 5.             | 16.07.1966 | Portugal       | 0:3                  | Vorrunde                 | Manchester (ENG)      |                                      |
| 6.             | 20.07.1966 | Ungarn         | 1:3                  | Vorrunde                 | Manchester (ENG)      |                                      |
| 7.             | 02.06.1970 | Peru           | 2:3                  | Vorrunde                 | León (MEX)            |                                      |
| 8.             | 07.06.1970 | BR Deutschland | 2:5                  | Vorrunde                 | León (MEX)            |                                      |
| 9.             | 11.06.1970 | Marokko        | 1:1                  | Vorrunde                 | León (MEX)            |                                      |
| 10.            | 15.06.1974 | Schweden       | 1:1                  | Vorrunde                 | Düsseldorf (BRD)      |                                      |
| 11.            | 19.06.1974 | Uruguay        | 1:1                  | Vorrunde                 | Hannover (BRD)        | erstes Länderspiel gegen Uruguay     |
| 12.            | 23.06.1974 | Niederlande    | 1:4                  | Vorrunde                 | Dortmund (BRD)        |                                      |
| 13.            | 31.05.1986 | Italien        | 1:1                  | Vorrunde/Eröffnungsspiel | Mexiko-Stadt (MEX)    |                                      |
| 14.            | 05.06.1986 | Südkorea       | 1:1                  | Vorrunde                 | Mexiko-Stadt (MEX)    | erstes Länderspiel gegen Südkorea    |
| 15.            | 10.06.1986 | Argentinien    | 0:2                  | Vorrunde                 | Mexiko-Stadt (MEX)    |                                      |
| 16.            | 15.06.1986 | Mexiko         | 0:2                  | Achtelfinale             | Mexiko-Stadt (MEX)    |                                      |
| 17.            | 21.06.1994 | Nigeria        | 0:3                  | Vorrunde                 | Dallas (USA)          | erstes Länderspiel gegen Nigeria     |
| 18.            | 26.06.1994 | Griechenland   | 4:0                  | Vorrunde                 | Chicago (USA)         |                                      |
| 19.            | 30.06.1994 | Argentinien    | 2:0                  | Vorrunde                 | Dallas (USA)          |                                      |
| 20.            | 05.07.1994 | Mexiko         | 1:1 n. V.; 3:1 i. E. | Achtelfinale             | East Rutherford (USA) |                                      |
| 21.            | 10.07.1994 | Deutschland    | 2:1                  | Viertelfinale            | East Rutherford (USA) |                                      |
| 22.            | 13.07.1994 | Italien        | 1:2                  | Halbfinale               | East Rutherford (USA) |                                      |
| 23.            | 16.07.1994 | Schweden       | 0:4                  | Spiel um Platz 3         | Los Angeles (USA)     |                                      |
| 24.            | 12.06.1998 | Paraguay       | 0:0                  | Vorrunde                 | Montpellier (FRA)     | erstes Länderspiel gegen Paraguay    |
| 25.            | 19.06.1998 | Nigeria        | 0:1                  | Vorrunde                 | Paris (FRA)           |                                      |
| 26.            | 24.06.1998 | Spanien        | 1:6                  | Vorrunde                 | Lens (FRA)            |                                      |

### Höchste Siege und Niederlagen
Die bulgarische Mannschaft erzielte ihre höchsten Siege gegen folgende Länder bei WM-Turnieren:
- Argentinien: Vorrunde 1994 – 2:0 (einziger Sieg gegen Argentinien)
- Deutschland: Viertelfinale 1994 – 2:1 (zudem ein 3:2 in der EM-Qualifikation 1996 und ein 2:1 in einem Freundschaftsspiel)
- Griechenland: Vorrunde 1994 – 4:0 (zudem ein 4:0 in der WM-Qualifikation 1990)

Gegen folgende Länder kassierte die bulgarische Mannschaft ihre höchsten Niederlagen bei WM-Turnieren:
- Niederlande: Vorrunde 1974 – 1:4
- Nigeria: Vorrunde 1994 – 0:3
- Portugal: Vorrunde 1966 – 0:3

## Rekorde

### Mannschaft
- Keine Gelben Karten: 1970 (ebenso wie Marokko und Peru)

### Spieler
- Christo Stoitschkow – Torschützenkönig 1994 mit 6 Toren (zusammen mit Oleg Salenko (Russland))

## Negativrekorde
- Die längste Serie ohne einen Sieg: 17 Spiele von 1962 bis 1994
- Die meisten Turnier-Gegentore: 11 in 7 Spielen und Kamerun (11 in 3 Spielen)
- Die höchsten Niederlagen bei einem Turnier:
  - 1962 in Chile: Bulgarien – Ungarn 1:6 in der Vorrunde
  - 1998 in Frankreich: Bulgarien – Spanien 1:6 in der Vorrunde
- Höchste Niederlage in einem Spiel um Platz 3: 1994, USA Bulgarien – Schweden 0:4
- Meiste Gelbe Karten bei einem Turnier: 19 bei der WM 1994